# Maurizio D'Angelo
Maurizio D'Angelo (Napoli, 29 settembre 1969) è un allenatore di calcio ed ex calciatore italiano, di ruolo difensore, tecnico in seconda del Palermo.
Il suo nome è legato a quello del Chievo, squadra in cui ha militato per gran parte della sua carriera e di cui è stato a lungo capitano. È da considerarsi uno degli artefici del "miracolo Chievo". Con la squadra gialloblù è passato dalla Serie C2 alla Serie A nell'arco di un decennio, giocando sempre nel ruolo di difensore centrale. Dei clivensi è stato anche allenatore, per le ultime, decisive, gare della stagione 2004-2005, salvando la squadra dalla retrocessione in B.

## Carriera

### Giocatore

#### Inizi, Chievo e vari prestiti
Trasferitosi con la famiglia dopo pochi anni in provincia di Vicenza, comincia la carriera con le giovanili del Trissino e poi passa al Valdagno, e qui incontra per la prima volta quella che sarà la squadra della sua carriera, il Chievo, che lo acquista per la stagione 1988-1989, in Serie C2, collezionando 17 presenze. Nel 1989-1990 disputa una stagione nuovamente col Valdagno, in Serie C2. La stagione successiva, ritrova il Chievo, in Serie C1; la squadra della diga lo manda al Derthona, in C2, nel novembre del 1990.

#### Ritorno al Chievo
Quando torna alla squadra gialloblù, nella stagione 1991-1992, sarà per rimanervi a lungo.
Dopo due stagioni in Serie C1 in cui colleziona rispettivamente 19 e 20 presenze, nella stagione 1993-1994 il Chievo, guidato da Alberto Malesani, centra la promozione in Serie B. D'Angelo fa 34 presenze all'attivo.
Nella prima stagione in B, scende in campo 32 volte. L'anno successivo, il 1995-1996, lo vede diventare capitano della squadra e disputare 36 gare. La stagione 1996-1997, l'ultima di Alberto Malesani alla guida del Chievo, è una delle migliori sia per la squadra, che manca non di molto la promozione in Serie A, sia per il capitano, che disputa 31 presenze e sigla il suo primo gol in Serie B. Seguono tre annate altalenanti del Chievo, tra il settembre 1997 e il giugno 2000. Alla guida della squadra si alternano Silvio Baldini (1997-1998), Domenico Caso (1998-1999, esonerato) e il duo Miani-Balestro (1999-2000). D'Angelo mantiene i gradi di capitano anche in questo periodo. Disputa 35, 15 (a causa di un infortunio) e 32 presenze con 1 gol, rispettivamente nelle stagioni 1997-1998, 1998-1999, 1999-2000.
La stagione 2000-2001 è quella dell'impresa del Chievo, che centra la storica promozione in Serie A, guidata in panchina da Luigi Delneri ed in campo dai vari Eugenio Corini, Eriberto (oggi Luciano), Manfredini, Lorenzo D'Anna, Salvatore Lanna e dal capitano D'Angelo, che totalizza 32 presenze.
Ha dunque militato con la stessa squadra in tutte le quattro serie professionistiche italiane. La stagione 2001-2002, prima storica del Chievo in Serie A, è anche la sua ultima come capitano.
Come gran parte dei suoi compagni debutta nella massima serie il 26 agosto 2001, nella vittoriosa trasferta di Firenze. In totale prende parte a 28 partite. L'anno successivo il tecnico decide di non puntare più su di lui ma su Nicola Legrottaglie. Cede dunque la fascia di capitano a Lorenzo D'Anna. Fino a gennaio rimane al Chievo, ma viene utilizzato in Coppa Italia, e praticamente mai in campionato (1 partita).

#### Napoli e di nuovo Chievo
Dopo dodici stagioni di ininterrotta permanenza sull'Adige, va nella sua città natale, Napoli, nel gennaio 2003 in Serie B. La squadra partenopea è in una situazione negativa e D'Angelo gioca al centro della difesa. Il periodo a Napoli si chiude con 15 presenze.
Nella stagione 2003-2004 torna al Chievo. L'allenatore Delneri non lo utilizza. Il 16 maggio 2004, in Chievo-Bologna, ultima partita della stagione, disputa la sua unica partita in campionato. Lascia l'attività agonistica a 35 anni.

### Allenatore
La stagione successiva all'addio al calcio giocato, è allenatore in seconda del Chievo, agli ordini di Mario Beretta. La stagione della squadra veronese non è positiva, si rischia la retrocessione, e la dirigenza decide di affidare la guida tecnica della squadra proprio all'ex-capitano, per le ultime tre gare di campionato; il Chievo riesce a salvarsi, grazie soprattutto alla vittoria in casa del Siena.
Nella stagione 2005-2006 resta al Chievo nel ruolo di secondo di Giuseppe Pillon. Ad ottobre 2006 ritorna Luigi Delneri col suo staff in seguito all'esonero di Pillon; D'Angelo viene sollevato dall'incarico di vice e diventa osservatore.
Ritorna ad allenare nella stagione 2008-2009, in Seconda Divisione, sulla panchina dell'FC Südtirol. L'inizio con la squadra altoatesina è negativo; D'Angelo in 11 gare ottiene 10 punti e la squadra non riesce a rialzarsi dalle ultime posizioni in classifica. A causa delle cattive prestazioni, prima del match contro il Montichiari arriva l'annuncio dell'esonero di D'Angelo e dell'ingaggio di Marco Alessandrini.
Dal 1º luglio 2010 entra a far parte dello staff tecnico della Juventus, in qualità di collaboratore di campo agli ordini di mister Delneri.

Nell'ottobre 2012 segue Delneri anche al Genoa. Il 20 gennaio 2013, in seguito alla sconfitta interna contro il Catania (0-2), viene esonerato assieme a Delneri e al resto dello staff.
Il 2 dicembre 2015 assume l'incarico di collaboratore tecnico dell'Hellas Verona nello staff di Luigi Delneri, rimanendovi sino al termine della stagione nella quale i gialloblù retrocedono in Serie B.
Dal 28 giugno 2016 diventa il vice di Filippo Inzaghi sulla panchina del Venezia in Lega Pro. Dal 2018 segue Inzaghi come vice anche sulle panchine di Bologna, Benevento, Brescia, Reggina, Salernitana, Pisa e Palermo.

## Statistiche

### Allenatore
| Stagione        | Squadra         | Campionato      | Campionato | Campionato | Campionato | Campionato | Coppe nazionali | Coppe nazionali | Coppe nazionali | Coppe nazionali | Coppe nazionali | Coppe continentali | Coppe continentali | Coppe continentali | Coppe continentali | Coppe continentali | Altre coppe | Altre coppe | Altre coppe | Altre coppe | Altre coppe | Totale | Totale | Totale | Totale | % Vittorie | Piazzamento |
| Stagione        | Squadra         | Comp            | G          | V          | N          | P          | Comp            | G               | V               | N               | P               | Comp               | G                  | V                  | N                  | P                  | Comp        | G           | V           | N           | P           | G      | V      | N      | P      | %          | Piazzamento |
| --------------- | --------------- | --------------- | ---------- | ---------- | ---------- | ---------- | --------------- | --------------- | --------------- | --------------- | --------------- | ------------------ | ------------------ | ------------------ | ------------------ | ------------------ | ----------- | ----------- | ----------- | ----------- | ----------- | ------ | ------ | ------ | ------ | ---------- | ----------- |
| 2004-2005       | Chievo          | A               | 3          | 2          | 1          | 0          | CI              | 0               | 0               | 0               | 0               | -                  | -                  | -                  | -                  | -                  | -           | -           | -           | -           | -           | 3      | 2      | 1      | 0      | 66,67      | Sub. 15°    |
| 2008-2009       | Südtirol        | 2D              | 11         | 2          | 4          | 5          | CIC             | 6               | 4               | 1               | 1               | -                  | -                  | -                  | -                  | -                  | -           | -           | -           | -           | -           | 17     | 6      | 5      | 6      | 35,29      | Eson.       |
| Totale carriera | Totale carriera | Totale carriera | 14         | 4          | 5          | 5          |                 | 6               | 4               | 1               | 1               |                    | -                  | -                  | -                  | -                  |             | -           | -           | -           | -           | 20     | 8      | 6      | 6      | 40,00      |             |

## Palmarès

### Giocatore
- Serie C2: 1

Chievo: 1988-1989
- Serie C1: 1

Chievo: 1993-1994